# 뉴 칼비니즘
뉴 칼빈니즘 (New Calvinism ) 뉴 칼빈주의는 미합중국의 문화에 비추어 칼빈주의 신학을 재해석한 새로운 종교운동이다. 은 <젊고, 활동적인, 개혁주의 운동>이란 캐치프레이즈를 가진 보수적 복음주의 안에서의 운동이다. 이 운동은 16세기의 칼뱅주의를 옹호함과 동시에 현재의 문화에 역사적인 교리를 접목시키는 시도를 중점적으로 한다. 신칼뱅주의와 공유하는 것도 많다.

## 역사
이 운동의 출발은 2006년 켄터기 루이스빌에서 열린 컨퍼런스에 있다. 복음을 위해 함께 (Together for the Gospel)라는 컨퍼런스로 존 파이퍼, 마크 드리스콜, 매트 챈들러, 알 몰러, 마크 데버와 CJ 메허니가 참석하였다. 2009년 3월 타임지에는 " 지금 세계를 바꿀 열가지 아이디어"에 포함되었다.

## 옛 칼빈주의와 뉴 칼비니즘
역사적 전통의 개혁주의 신학에 뿌리를 두면서, 뉴 칼빈주의자들은 공통된 교리로 연합하고 있다. 그들의 주로 비판 대상은 구도자 교회, 교회 성장 마케팅, 부흥을 위한 인위적인 기술등을 하고 있다.
그들은 청교도 인물인 조너선 에드워즈를 언급하며, 성화 (기독교)는 거룩한 삶을 추구하는 데 열심과 주의를 요하며, 단순한 기계적인 절차의 수동적인 태도가 아님을 주장한다.

## 비판과 음모론
R. 스코트 클락( 웨스트민스터 신학교 역사 신학 교수)은 마크 드리스콜과 같은 뉴 칼비니스트들은 칼빈주의자로 불러서는 안된다고 주장한다. 그것은 칼빈주의 5대 교리만 믿는다고 칼빈주의자가 아니라, 하나 되는 세 고백서와 다른 신앙고백등에 따라야 칼빈주의자가 될 수 있다는 것이다.
일부 지도자들은 도덕적, 법적 문제를 겪었다.
복음을 희생시키면서 구원받는다는 개인주의적 믿음.
종속주의와 주권을 위한 구원이라는 비정통적인 교리.
대속적 속죄의 교리만이 복음이고 "은혜의 교리"가 도르트 신조에 있다는 확언.</ref>
칼빈주의는 다른 기독교 전통 중 하나의 기독교 전통이 아니라 하나님의 참된 교리라는 믿음.
지배주의의 정치적 이데올로기.
"기독교 보완성"이라는 이름으로 여성의 권리와 페미니즘에 대한 원인의 악마화.
Covid-19 전염병을 억제하기 위한 공중 보건 조치 준수에 대한 저항.
반오순절주의.
과거의 개혁파 저자들이 쓴 책들과 심지어 성경까지도 새 칼빈주의 교리에 부합하도록 훼손한 것.

## 같이 보기
- 신칼뱅주의

## 참고 자료
- 이 문서에는 다음커뮤니케이션(현 카카오)에서 GFDL 또는 CC-SA 라이선스로 배포한 글로벌 세계대백과사전의 내용을 기초로 작성된 글이 포함되어 있습니다.

1. ↑  Nina Shapiro, “Racketeering suit claims Mark Driscoll misused Mars Hill donor dollars.” Seattle Times, March 1, 2016.
2. ↑  “John MacArthur's Master's University Put on Probation by Accrediting Agency,” Christian Post, August 22, 2018.
3. ↑  McKnight, Scot. The King Jesus Gospel: The Original Good News Revisited. Zondervan, 2016.
4. ↑  Olson, Roger E. Against Calvinism: Rescuing God's Reputation from Radical Reformed Theology. Zondervan Academic, 2011.
5. ↑  Olson, Roger E. Against Calvinism: Rescuing God's Reputation from Radical Reformed Theology. Zondervan Academic, 2011.
6. ↑  Sproul, RC. The Truth of the Cross, Reformation Trust, 2007, pp. 140–142.
7. ↑  John F. MacArthur, Reckless Faith: When the Church Loses its Will to Discern, Crossway, Wheaton, 1995.
8. ↑  Steve Wilkens and Don Thorsen, Everything You Know about Evangelicals Is Wrong (Well, Almost Everything): An Insider's Look at Myths and Realities, Baker Books, 2010, p. 124.
9. ↑  Floyd-Thomas, Stacey M., ed. Religion, Race, and COVID-19: Confronting White Supremacy in the Pandemic. NYU Press, 2022.
10. ↑  Du Mez, Kristin Kobes Jesus and John Wayne: How White Evangelicals Corrupted a Faith and Fractured a Nation. Liveright Publishing, 2020.
11. ↑  Barr. Beth AllisonThe Making of Biblical Womanhood: How the Subjugation of Women Became Gospel Truth. Brazos, 2021.
12. ↑  Cosgrove, J. "L.A. megachurch pastor mocks pandemic health orders, even as church members fall ill", LA Times, 2020.
13. ↑  Floyd-Thomas, Stacey M., ed. Religion, Race, and COVID-19: Confronting White Supremacy in the Pandemic. NYU Press, 2022.
14. ↑  Perry, Samuel L. "Whitewashing Evangelical Scripture: The Case of Slavery and Antisemitism in the English Standard Version." Journal of the American Academy of Religion (2021).